# 45 x Georges Brassens
45 x Georges Brassens – trzypłytowa kompilacja zawierająca utwory Georges'a Brassensa w wykonaniu polskich artystów.
Album wchodzi w skład serii wydawniczej "Kolekcja bardów".

## Lista utworów

### CD 1
1. "Goryl" ("Le Gorille") – przekład: Filip Łobodziński, wykonanie: Zespół Reprezentacyjny – 2:54
2. "Burza" ("L'Orage") – przekład: Jerzy Menel, wykonanie: Jarosław Ziętek – 3:12
3. "Mamo, tato" ("Maman, Papa") – przekład: Jerzy Menel, wykonanie: Iwona Nasiłowska – 2:14
4. "Oda do włamywacza" ("Stances a un Cambrioleur") – przekład: Filip Łobodziński, wykonanie: Zespół Reprezentacyjny – 3:37
5. "Miniony czas" ("Le Temps Passe") – przekład: Jerzy Menel, wykonanie: Michał Łojewski – 3:28
6. "Jak ktoś jest żłób – będzie żłób" ("Le Temps ne Fait Rien a l'Affaire") – przekład: Wojciech Młynarski, wykonanie: Piotr Machalica – 3:25
7. "Niegdysiejsze pogrzeby" ("Funerailles d'Antan") – przekład: Jerzy Menel, wykonanie: Joanna Węgrzynowska – 4:02
8. "Pornograf" ("Le Pornographe") – przekład: Carlos Marrodán, wykonanie: Zespół Reprezentacyjny – 3:00
9. "Saturn" ("Saturne") – przekład: Jerzy Menel, wykonanie: Piotr Różański – 3:30
10. "Tyle krzywd i taki ładny biust" ("Mechante avec de Jolis Seins") – przekład: Jerzy Menel, wykonanie: Jarosław Ziętek i Maciej Miecznikowski – 3:10
11. "Testament" ("Le Testament") – przekład: Wojciech Młynarski, wykonanie: Piotr Machalica – 4:45
12. "Kąpała się w wodzie źródlanej" ("Dans l'Eau de la Claire Fontaine") – przekład: Jerzy Menel, wykonanie: Iwona Nasiłowska – 2:11
13. "Nie-prośba o rękę" ("La Non-Demande en Mariage") – przekład: Anira Łobodzińska, wykonanie: Zespół Reprezentacyjny – 3:38
14. "Trąbeczko, ty imię me sław" ("Les Trompettes de la Renommee") – przekład: Wojciech Młynarski, wykonanie: Jacek Bończyk – 3:06
15. "Nie ma szczęśliwych miłości" ("Il n'y a pas d'Amour Heureux") – przekład i wykonanie: Edward Stachura

### CD 2
1. "Zła reputacja" ("La Mauvaise Reputation") – przekład: Wojciech Młynarski, wykonanie: Piotr Machalica – 2:48
2. "Pępek żony policjanta" ("Le Nombril des Femmes d'Agents") – przekład: Jerzy Menel, wykonanie: Jarosław Ziętek – 3:07
3. "Dziś z tobą spotkać się mam" ("J'ai Rendez-Vous avec Vous") – przekład: Jerzy Menel, wykonanie: Iwona Nasiłowska – 2:01
4. "Marcin Bieda" ("Pauvre Martin") – przekład: Jarosław Gugała, wykonanie: Zespół Reprezentacyjny – 3:24
5. "Dziewięćdziesiąt pięć pań na sto" ("Quatre-Vingt-Quinze pour Cent") – przekład: Stanisław Waszak, wykonanie: Michał Łojewski – 4:26
6. "Złe zioło"("La Mauvaise Herbe") – przekład: Jeremi Przybora, wykonanie: Jacek Bończyk – 3:59
7. "Rzeź" ("Hecatombe") – przekład: Jerzy Menel, wykonanie: Jolanta Litwin i Robert Bielak – 4:20
8. "Gdyby nie ten jej brak urody" ("Si Seulement Elle Etait Jolie") – przekład: Jerzy Menel, wykonanie: Jarosław Ziętek – 2:31
9. "Król" ("Le Roi") – przekład: Filip Łobodziński, wykonanie: Zespół Reprezentacyjny – 3:32
10. "Parasol" ("Le Parapluie") – przekład i wykonanie: Edward Stachura – 4:46
11. "Ty dziwko zła" ("Putain de Toi") – przekład: Jerzy Menel, wykonanie: Jarosław Ziętek – 3:11
12. "W cieniu mego drzewa" ("Aupres de Mon Arbre") – przekład: Wojciech Młynarski, wykonanie: Piotr Machalica – 3:15
13. "Kaczuszka Januszka" ("La Cane de Jeanne") – przekład: Jerzy Menel, wykonanie: Iwona Nasiłowska – 1:00
14. "Rogacz" ("Le Cocu") – przekład: Carlos Marrodán i Joanna Karasek, wykonanie: Zespół Reprezentacyjny – 3:02
15. "Jak laleczka" ("Je Me Suis Fait Tout Petit") – przekład i wykonanie: Jerzy Menel – 3:11

### CD 3
1. "Ma kochanka" ("La Traitresse) – przekład: Jerzy Menel, wykonanie: Jarosław Ziętek – 2:44
2. "Zakochani na ławkach" ("Les Amoureux des Bancs Publics") – przekład: Jerzy Menel, wykonanie: Iwona Nasiłowska – 3:09
3. "Dzielna Margot" ("Brave Margot") – przekład: Filip Łobodziński, wykonanie: Zespół Reprezentacyjny – 2:58
4. "Wuj Archibald" ("Oncle Archibald") – przekład: Jerzy Menel, wykonanie: Michał Łojewski – 4:27
5. "Marsz weselny" ("La Marche Nauptale") – przekład: Jerzy Menel, wykonanie: Magdalena Orłowska – 3:00
6. "Morderstwo" ("L'Assassinat") – przekład: Carlos Marrodán i Joanna Karasek, wykonanie: Zespół Reprezentacyjny – 4:10
7. "Dwudziestego drugiego września" ("Le Vingt-Deux Septembre") – przekład: Jerzy Menel, wykonanie: Jarosław Ziętek – 3:15
8. "Tak, było tak" ("Comme Hier") – przekład: Jan Białęcki, wykonanie: Piotr Krupa – 3:15
9. "Piosenka dla Owerniaka" ("Chanson pour l'Auvergnat") – przekład: Wojciech Młynarski, wykonanie: Piotr Machalica – 4:02
10. "Piosenka dla Marysi" ("Marinette") – przekład: Wojciech Młynarski, wykonanie: Michał Łojewski – 2:12
11. "Las mego serca" ("Au Bois de Mon Coeur") – przekład: Jerzy Menel, wykonanie: Iwona Nasiłowska – 2:43
12. "Maja" ("Fernande") – przekład: Jarosław Gugała i Filip Łobodziński, wykonanie: Zespół Reprezentacyjny – 2:55
13. "Grabarz" ("Le Fossoyeur") – przekład: Jerzy Menel, wykonanie: Jarosław Ziętek – 2:19
14. "Dziewczyna za franka" ("La Fille a Cent Sous") – przekład: Jan Białęcki, wykonanie: Michał Łojewski – 2:48
15. "Raz jest kwiatuszkiem..." ("Une Jolie Fleur") – przekład: Jerzy Menel, wykonanie: Jarosław Ziętek – 3:07